# ハッピー・ハンフリー
ハッピー・ハンフリー（Happy Humphrey、本名ウィリアム・ジョセフ・カッブ（William Joseph Cobb）、1926年7月16日 - 1989年3月14日）は、アメリカ合衆国のプロレスラー。ハッピー・ファーマー・ハンフリー、スクワッシャー・ハンフリーのリングネームでも知られ、史上最も体重が重いプロレスラーである。1950年代・1960年代に「世界最大のレスラー」と自称して活躍した。現役中の平均体重は750ポンド（340kg）で、何度か800ポンド（360 kg）超えを記録し、最大時には900ポンド（410 kg）を超えていた。

## プロレスリングの経歴
農場で働いていたハンフリーは、稀にみる強さで知られていた。1953年にクマと28分間戦って、レスリングのキャリアを開始した。その後約8年間多くの試合に出場し、その一部はテレビで放映された。多くの場合、体重600ポンド（270 kg）を超えるヘイスタック・カルホーンと対戦した。最も注目すべき試合は、ビンス・マクマホン・シニアが企画運営し、完売したマディソン・スクエア・ガーデンにおけるカルホーンとのメインイベントであった。
プロモーターは彼を運ぶために1951年製のポンティアックを大幅に改造した。シートが取り外され、ハンフリーの巨大な重量を支えるため特製の緩衝装置が（ギミックとしても）取り付けられた。さらに通常は試合前にレンダリング施設で肉計量機で体重を測定された。
1960年、当時17歳で後に複数回に亘りNWA世界ヘビー級王座に就くハーリー・レイスに出会った。レイスによると、ハンフリーは非常に大きかったので、通常のシャワールームでは身体が入らなかった。その結果、ハンフリーは地面に裸で横たわらなければならず、レイスは彼の身体に液体石鹸を塗り、モップでこすり洗いをし、庭のホースで洗い流した。レイスはまたハンフリーは体当たりの適切なやり方を教えた巨大な男であったが、同時にとても親切な人物であり、全員にサインをし、ファンとの交流に時間をかけた当時としては数少ないレスラーの一人でもあったと語った。

## 一般社会で
ハンフリーは並外れた巨躯のため、通常の社会に溶け込むことが困難だった。人々は遠巻きに彼を見つめ、頻繁にレストランへの入店を拒否された。アラバマ州では、電話ボックスに挟まれて身動きが取れなくなり、警官が8人がかりで引き抜くという事件があった。ニューオーリンズでは映画館のシートに挟まれて身動きが取れなくなった。溶接工が彼を救い出すために取り囲むシートを切らなければならなかった。人生の危機に瀕し自身の問題を認識し、身体から100ポンド（45kg）の脂肪を取り除く手術を受けた。 しかし、その後すぐに体重は元に戻ってしまった。

## 医師による治療
1962年、ハンフリーは心臓病のために早期の引退を余儀なくされた。引退後、体重が900ポンド（410kg）以上までに増加した。この体重では約10歩移動しただけで疲れ、（2つの椅子に）座らなければならなかった。ハンフリーは食生活をコントロールしようとし、一度に最大15羽の鶏を食べるような事は無くなったが、医師と相談して肥満研究に志願する決心をし、オーガスタのジョージア医科大学の臨床調査ユニットにチェックインした。クリニックに入る時の体重は802ポンド（364 kg）であった。
ハンフリーは2年間、医師の管理する厳格な食事療法に従った。汗による水分の喪失を避けるため運動することを禁じられ、空調の利いた診療所内から出られなかった。食事療法には厳密に測定された食物と水が含まれ、1日あたり合計約1,000カロリーで、56日周期でローテーションされた。最初のサイクルは、卵、スキムミルク、牛挽肉、マーガリンにトースト、トマトスープ、ケチャップ、グリーンピース、アップルソースなどの高タンパク食品で構成されていた。 次のサイクルは、トースト、コーン、ライマメ、ショートブレッド、桃、アップルソース、パイナップル、ポン菓子、スキムミルク、グレープジュース、オレンジジュース、少量の砂糖を含む高炭水化物であった。 3番目のサイクルは無塩のマヨネーズとバター、トマト、卵、ホイップクリーム、クリームチーズなどの高脂肪食だった。

## 大規模減量と肥満研究
1965年の春、2年間住んだクリニックを去った。体重は比較的健康な232ポンド（105 kg）までになり、入院してから計570ポンド（260 kg）減量していた。この成果により「減量王」としてギネスブックに掲載された。
ユニットの指導者ウェイン・グリーンバーグ博士が率いた2年間の研究によると、3つの食事療法のそれぞれでハンフリーの体重減少はほぼ同じであった。 しかし、それぞれの期間に失われた身体物質の性質は大幅に異なっていた。高タンパク食で失われた体重の大部分は体脂肪であり、ハンフリーの満腹感は長時間持続した。高脂肪療法では、失われた体重の約3分の2が体脂肪で、残りは水であり、血中コレステロールが増す望ましくない副作用があった。 炭水化物ベースの食事では、失われた体重の半分は体脂肪で、残る半分は水と筋肉組織であった。グリーンバーグは研究の終わりに、減量の手段として食事量のみに頼るダイエット者は、彼らが失う体重の内どれだけが体脂肪で、どれだけが水と筋肉組織であるかを知ることができないと記した。

## 研究後の人生
クリニックを去った後、ジョージア州オーガスタの靴修理店に就職し、リングに復帰することは無かった。彼は試合から離れ、他のレスラーとの交流も無くなったが、普通サイズの一個人としての新しい人生を楽しみにしていると語った。
1975年、映画『深夜の爆走野郎』に「シンジケートの男タイニー」として出演。テレビ番組『爆発!デューク』はこの映画に基づいている。
後年、ハンフリーは体重が元に戻っていき、1989年3月14日に心臓発作で死去した。死亡時の体重は600ポンド（270 kg）を超えていた。彼はサウスカロライナ州エイキン郡のサウスローン墓地に埋葬された。